# Великий воїн
«Великий воїн» (тел. మగధీర Magadheera) — індійський фільм режисера С. С. Раджамаулі мовою телугу, що вийшов у прокат 30 липня 2009 року. Сюжет оснований на ідеї реінкарнації і розповідає про воїна і його кохану-принцесу, які не змогли бути разом за життя, але після смерті відродилися на Землі знову через чотириста років. Головні ролі виконали Рам Чаран Тедж, Каджал Агарвал, Дев Ґілл і Шріхарі.
«Великий воїн» став найкасовішим фільмом мовою телугу і утримував це звання протягом чотирьох років, поки його рекорд по зборах не побила стрічка «Шлях до дому тітки». Фільм також приніс своїм творцям дві Національні кінопремії, шість Filmfare Awards South і дев'ять Nandi Awards. 2014 року його перезняли бенгальською мовою під назвою Yoddha: The Warrior.

## Сюжет
Під час поїздки в авторикші в дощ Харша мимохідь торкається руки дівчини, яка ловила таксі. Це дотик викликає в його пам'яті низку неясних образів, а також переконання, що ця дівчина — та сама, що призначена йому долею. Він повертається на зупинку і питає у першої-ліпшої дівчини про незнайомку, не підозрюючи, що це і є вона. Дівчина, Інду, приймає його за переслідувача і дає неправдиву інформацію.
Кузен Інду Рагхувір, з сім'єю якого у батька дівчини завжди були погані відносини, зустрічає її і закохується з першого погляду. Щоб домогтися взаємності, він йде на примирення і втирається в довіру до Інду і її батька. Але щоразу, коли він хоче торкнутися її, йому являється видіння того, як йому перерізає горлянку воїн з давніх часів. Звернувшись до астролога, Рагхувір дізнається, що це видіння з його минулого життя, коли він також захотів дівчину, але був убитий її коханим. Тоді він вирішує знайти реінкарнацію цього воїна і вбити його, щоб він не зміг йому перешкодити.
Тим часом Харша дізнається, що Інду і є та сама дівчина, і вирішує пожартувати над нею у відповідь. Інду ж усвідомлює, що закохалася в Харшу. Однак Рагхувір, упізнавши в хлопці загрозу, вбиває батька Інду і звинувачує в цьому Харшу. Після цього Інду не бажає більше мати нічого спільного зі своїм коханим і їде разом з Рагхувіром. Намагаючись їх наздогнати, Харша падає в озеро і ледь не гине. Бувши на волосинку від загибелі, він згадує події свого минулого життя.
Чотириста років тому в королівстві Удайгхар правив раджа Вікрам Сінгх. У нього була єдина дочка — принцеса Мітравінда Деві (Інду). В принцесу були закохані її кузен Ранадев Білла (Рагхувір) і командир армії Кала Бхайрава (Харша). Принцеса відповіла взаємністю воїну, але він завжди тримався осторонь через різницю в їх соціальному статусі. Ображений Ранадев затіяв змагання, переможець якого одружиться з принцесою, а той, хто програв — назавжди покине королівство. Бхайрава виграв, проте король попросив його відмовитися від одруження, оскільки він може загинути в бою і залишити Мітру вдовою. Принцеса була збентежена відмовою. Під час паломництва до святого місця Бхайравакона вона намалювала картину на скелі, щоб висловити свої почуття до Бхайрави і переконати його одружитися з нею. У цей час прибув гонець зі звісткою про те, що їх царство впало, а до них рухається армія під проводом Ранадева і імператора Шер-хана. Прибувши, Шер-хан кинув виклик Бхайраві, пославши проти нього сотню воїнів, але той переміг їх всіх. Вражений його сміливістю й майстерністю, імператор хотів відпустити воїна, але на Бхайраву напав Ранадев. Під час битви Мітра отримала серйозну рану перед тим, як Бхайраві вдалося вбити свого супротивника. З останніх сил вона попросила коханого відкрити свої почуття, але померла перш, ніж він встиг це зробити. Її тіло впало в прірву, а вбитий горем Бхайрава стрибнув слідом за нею.
В наш час Харшу рятує з води рибалка на ім'я Соломон, який є реінкарнацією Шер-хана. Разом вони вирушають по Інду. Харші вдається підслухати розмову Рагхувіра з астрологом, який обіцяє, що якщо Інду до кінця цього дня не згадає свого минулого життя, то більше не згадає його ніколи і залишиться з Рагхувіром. Щоб не допустити цього, Харша викрадає дівчину і привозить її в Бхайравакону. Рагхувір вирушає слідом за ними, щоб забрати Інду. Але перш, ніж він встигає це зробити, вона бачить картину, намальовану нею в минулому житті, і все згадує.

## В ролях
- Рам Чаран Тедж — Харша / Кала Бхайрава
- Каджал Агарвал — Інду / Мітравінда Деві
- Дев Ґілл — Рагхувір / Ранадев Білла
- Шріхарі — Соломон / Шер-хан
- Суніл[en] — друг Харші
- Сур'я Кумар Бхагвандас[en] — Бхупаті Варма, батько Інду
- Сарат Бабу[en] — Вікрам Сінгх, раджа Удайгхара
- Гема[en] — Шашікала
- Брахманандам[en] — сусід Інду
- Салоні Асвані[en] — наречена Соломона
- Мумаїт Хан[en] — Решма, камео в пісні «Bangaru Kodipetta»
- Чиранджіві — камео в пісні «Bangaru Kodipetta»
- Кім Шарма[en] — танцівниця в пісні «Jorsey»

## Саундтрек
У кліпі на пісню «Rolling Title Music» були показані знімальна група і акторський склад. «Bangaru Kodipetta» є кавер-версією однойменної пісні з фільму Gharana Mogudu, в якому знімався батько Рама Чарана Чіранджіві, який також з'явився у відео до пісні. Кліп на пісню «Naakosam Nuvvu» знімали в Швейцарії. 
| #     | Назва                  | Автор слів     | Виконавці                   | Тривалість |
| ----- | ---------------------- | -------------- | --------------------------- | ---------- |
| 1.    | «Bangaru Kodipetta»    | Бгувана Чандра | Ранджит, Шівані             | 6:02       |
| 2.    | «Dheera Dheera Dheera» | Чандрабос      | Нікітха Нігам, М. Кіравані  | 4:48       |
| 3.    | «Panchadara Bomma»     | Чандрабос      | Анудж Гурвара, Рита         | 4:45       |
| 4.    | «Jorsey»               | Чандрабос      | Далер Мехенді, Гіта Мадгурі | 4:37       |
| 5.    | «Naakosam Nuvvu»       | М. М. Кіравані | Діпу, Гіта Мадгурі          | 3:52       |
| 6.    | «Rolling Titles Music» | М. Кіравані    | Джесси Ґіфт                 | 2:58       |
| 25:42 |                        |                |                             |            |

## Реліз
Фільм вийшов у прокат 31 липня 2009 року в 625 копіях у 1250 кінотеатрах в усьому світі, включно з понад 1000 кінотеатрів у штаті Андхра-Прадеш, ставши найбільшим релізом в історії Толлівуду на той момент. За кордоном фільм показали в 25 копіях майже у 40 місцях, зокрема в 21 кінотеатрі Північної Америки. У травні 2011 року фільм вийшов одночасно в двох дубльованих версіях: тамільською під назвою Maaveeran і малаяламською під назвою Dheera-The Warrior. Гіндімовний дубляж вийшов у 2015 році з невеликими змінами, включаючи відсутність слів у музичних номерах.

## Критика
Б. В. С. Пракаш з The Times of India написав у своїй рецензії: «На відміну від своїх попередніх орієнтованих на екшн плівок режисер Раджамаулі переконливо подає щемливу історію кохання в розкішній канві. Спасибі йому також за спосіб, яким він візуалізував і представив фільм». Суреш Крішнамурті з The Hindu зазначив, що Раджамаулі виділяється в справі оповідання історій, він використовує флешбек як перемикач і робить цікавим переміщення вперед-назад по часовій канві, проносячи глядача крізь 400 років в одну мить. Радгіка Раджамані з Rediff.com додала, що фільм отримав прекрасну музику М. М. Кіравані, блискучу роботу камери Сент Кумара, майстерну художню постановку Равіндера, хороший дизайн костюмів Рами Раджамаулі, прекрасний монтаж Котагірі Венкатешвари Рао і чудову графіку для фільму мовою телугу. Idlebrain.com у своєму відгуку назвав плюсами фільму Рама Чарана Теджа, оригінальну тему переродження, ретроспективні епізоди, пишність і комерційну рентабельність, з іншого боку зазначив, що було багато можливостей поліпшити другу половину. Рецензенти з 123telugu.com зійшлися в думках, що одним з кращих елементів фільму є персонаж Рама Чарана, проте йому все ще бракує майстерності, щоб домогтися потрібної інтенсивності емоцій. Діпа Ґарімелла з сайту Fullhyd.com зауважила, що «Великий воїн» — це такий фільм, в якому ви знаєте, що відбудеться далі наперед, але попри це досить захопливий, щоб тримати вас біля екрану до останнього кадру.

## Нагороди
| Нагороди        | Нагороди                       | Нагороди                               | Нагороди                             | Нагороди      | Нагороди |
| Дата            | Нагорода                       | Категорія                              | Лауреат                              | Посилання     |          |
| --------------- | ------------------------------ | -------------------------------------- | ------------------------------------ | ------------- | -------- |
| 17 липня 2010   | Mirchi Music Awards South      | Альбом року (вибір слухачів)           | Magadheera                           | [ 12 ]        |          |
| 17 липня 2010   | Mirchi Music Awards South      | Пісня року (вибір слухачів)            | «Panchadara Bomma»                   | [ 12 ]        |          |
| 17 липня 2010   | Mirchi Music Awards South      | Обнадійлива вокалістка                 | Нікітха Нігам («Dheera Dheera»)      | [ 12 ]        |          |
| 7 серпня 2010   | Filmfare Awards South (Телугу) | Найкращий фільм                        |                                      | [ 13 ]        |          |
| 7 серпня 2010   | Filmfare Awards South (Телугу) | Найкраща режисура                      | С. Раджамаулі                        | [ 13 ]        |          |
| 7 серпня 2010   | Filmfare Awards South (Телугу) | Найкраща чоловіча роль                 | Рам Чаран Тедж                       | [ 13 ]        |          |
| 7 серпня 2010   | Filmfare Awards South (Телугу) | Найкраща музика до пісні               | М. Кіравані                          | [ 13 ]        |          |
| 7 серпня 2010   | Filmfare Awards South (Телугу) | Найкращий чоловічий закадровий вокал   | Анудж Гурвара («Panchadara Bomma»)   | [ 13 ]        |          |
| 7 серпня 2010   | Filmfare Awards South (Телугу) | Найкращи операторська робота           | К. Сентіл Кумар                      | [ 13 ]        |          |
| 8 серпня 2010   | Santosham Film Awards          | Найкращий фільм                        |                                      | [ 14 ]        |          |
| 8 серпня 2010   | Santosham Film Awards          | Найкраща чоловіча роль                 | Рам Чаран Тедж                       | [ 14 ]        |          |
| 8 серпня 2010   | Santosham Film Awards          | Найкраща хореографія                   | Прем Ракшит                          | [ 14 ]        |          |
| 8 серпня 2010   | Santosham Film Awards          | Найкраща операторська робота           | К. Сентіл Кумар                      | [ 14 ]        |          |
| 8 серпня 2010   | Santosham Film Awards          | Найкращий монтаж                       | Котаґірі Венкатешвара Рао            | [ 14 ]        |          |
| 8 серпня 2010   | Santosham Film Awards          | Найкраща постановка боїв               | Пітер Гейн                           | [ 14 ]        |          |
| 8 серпня 2010   | Santosham Film Awards          | Найкраща робота художника-постановника | Р. Равіндер                          | [ 14 ]        |          |
| 8 серпня 2010   | Santosham Film Awards          | Найкращий дизайн реклами               | Суреш Будджі                         | [ 14 ]        |          |
| 8 серпня 2010   | Santosham Film Awards          | Найкращий керівник виробництва         | Йогананд                             | [ 14 ]        |          |
| 18 серпня 2010  | CineMAA Awards                 | Найкращий фільм                        |                                      | [ 15 ]        |          |
| 18 серпня 2010  | CineMAA Awards                 | Найкращий продюсер                     | Аллу Аравінд                         | [ 15 ]        |          |
| 18 серпня 2010  | CineMAA Awards                 | Найкраща режисура                      | С. Раджамаулі                        | [ 15 ]        |          |
| 18 серпня 2010  | CineMAA Awards                 | Найкраща чоловіча роль                 | Рам Чаран Теджа                      | [ 15 ]        |          |
| 18 серпня 2010  | CineMAA Awards                 | Найкращі вірші до пісні                | Чандрабос («Panchadara Bomma»)       | [ 15 ]        |          |
| 18 серпня 2010  | CineMAA Awards                 | Найкращий чоловічий закадровий вокал   | Анудж Гурвара («Panchadara Bomma»)   | [ 15 ]        |          |
| 18 серпня 2010  | CineMAA Awards                 | Найкращий жіночий закадровий вокал     | Нікіта Нігам («Dheera Dheera»)       | [ 15 ]        |          |
| 18 серпня 2010  | CineMAA Awards                 | Найкраща хореографія                   | Прем Ракшит                          | [ 15 ]        |          |
| 18 серпня 2010  | CineMAA Awards                 | Найкраща операторська робота           | К. Сентіл Кумар (разом з «Арундаті») | [ 15 ]        |          |
| 18 серпня 2010  | CineMAA Awards                 | Найкращий монтаж                       | Котаґірі Венкатешвара Рао            | [ 15 ]        |          |
| 18 серпня 2010  | CineMAA Awards                 | Найкраща робота художника-постановника | Р. Равіндер                          | [ 15 ]        |          |
| 15 вересня 2010 | Національна кінопремія         | Найкраща хореографія                   | К. Шивашанкар                        | [ 16 ]        |          |
| 15 вересня 2010 | Національна кінопремія         | Найкращі спецефекти                    | К. Ч. Камалаканнан                   | [ 16 ]        |          |
| 19 вересня 2010 | South Scope Awards             | Найкращий фільм                        |                                      | [ 17 ]        |          |
| 19 вересня 2010 | South Scope Awards             | Найкраща режисура                      | С. Раджамаулі                        | [ 17 ]        |          |
| 19 вересня 2010 | South Scope Awards             | Найкраща чоловіча роль                 | Рам Чаран Теджа                      | [ 17 ]        |          |
| 19 вересня 2010 | South Scope Awards             | Найкращі вірші до пісні                | Чандрабос («Panchadara Bomma»)       | [ 17 ]        |          |
| 19 вересня 2010 | South Scope Awards             | Найкращий чоловічий закадровий вокал   | Анудж Гурвара («Panchadara Bomma»)   | [ 17 ]        |          |
| 19 вересня 2010 | South Scope Awards             | Найкраща операторська робота           | К. Сентіил Кумар                     | [ 17 ]        |          |
| 7 жовтня 2010   | Nandi Awards                   | Найкращий популярний фільм             |                                      | [ 18 ] [ 19 ] |          |
| 7 жовтня 2010   | Nandi Awards                   | Найкраща режисура                      | С. Раджамаулі                        | [ 18 ] [ 19 ] |          |
| 7 жовтня 2010   | Nandi Awards                   | Найкраща хореографія                   | К. Шивашанкар                        | [ 18 ] [ 19 ] |          |
| 7 жовтня 2010   | Nandi Awards                   | Найкращий монтаж                       | Котаґірі Венкатешвара Рао            | [ 18 ] [ 19 ] |          |
| 7 жовтня 2010   | Nandi Awards                   | Найкраща робота художника-постановника | Р. Равіндер                          | [ 18 ] [ 19 ] |          |
| 7 жовтня 2010   | Nandi Awards                   | Найкраща робота звукооператора         | Радхакрішна                          | [ 18 ] [ 19 ] |          |
| 7 жовтня 2010   | Nandi Awards                   | Найкращий дизайн костюмів              | Рама Раджамаулі                      | [ 18 ] [ 19 ] |          |
| 7 жовтня 2010   | Nandi Awards                   | Найкращі спец-ефекти                   | К. Ч. Камалаканнан                   | [ 18 ] [ 19 ] |          |
| 7 жовтня 2010   | Nandi Awards                   | Спеціальний приз журі                  | Рам Чаран Тедж                       | [ 18 ] [ 19 ] |          |